# 榎本正樹
榎本 正樹（えのもと まさき、1962年3月18日 - ）は、日本の文芸評論家。千葉県出身。専修大学大学院文学研究科博士後期課程修了。博士（文学）。現在、青山学院女子短期大学、法政大学、日本大学、東放学園専門学校非常勤講師。
柳美里の公式サイト「La Valse de Miri」を制作・運営。

## 著書
- 『大江健三郎──八〇年代のテーマとモチーフ』（審美社、1989年5月）
- 『野田秀樹と高橋留美子―八〇年代の物語』彩流社、1992年
- 『電子文学論』彩流社、1993年
- 『大江健三郎の八〇年代』彩流社、1995年
- 『文学するコンピュータ』彩流社、1998年
- 『Herstories 彼女たちの物語―21世紀女性作家10人インタビュー』集英社、2008年
- 『あの日見た花の名前を僕達はまだ知らない。全話完全解読』双葉社、2014年

## 共編著
- 近藤裕子・宮内淳子・与那覇恵子共編『大江からばななまで──現代文学研究案内』日外アソシエーツ、1997年
- 村上龍『憂鬱な希望としてのインターネット』メディアファクトリー、1998年（インタビュー・構成・解説）

## 解説
- 村上龍『村上龍自選小説集2　他者を探す女達』集英社、1997年
- 大原まり子『タイム・リーパー』早川文庫、1998年
- 嶽本野ばら『カフェー小品集』小学館文庫、2003年
- 野中柊『グリーンクリスマス』集英社文庫、2007年
- 柳美里『名づけえぬものに触れて』日経BP社、2007年
- 篠田節子『砂漠の船』双葉文庫、2008年
- 三浦しをん『むかしのはなし』幻冬舎文庫、2008年
- 井上夢人『the TEAM』集英社文庫、2009年
- 宮本輝『オレンジの壺』講談社文庫、2009年
- 桜庭一樹『GOSICK III 青い薔薇の下で』角川文庫、2010年
- 千早茜『おとぎのかけら 新釈西洋童話集』集英社文庫、2013年
- 歌野晶午『春から夏、やがて冬』文春文庫、2014年
- 中島京子『東京観光』集英社文庫、2014年
- 村山由佳『ダンス・ウィズ・ドラゴン』幻冬舎文庫、2014年
- 白石一文『幻影の星』文春文庫、2014年